# José María Ucelay
José María Ucelay Uriarte bask. José Mari Uzelai (ur. 1 listopada 1903 w Bermeo, zm. 24 grudnia 1979 w Busturii) – hiszpański malarz pochodzący z Kraju Basków.